# Haplochromis cyaneus
Haplochromis cyaneus är en fiskart som beskrevs av Seehausen, Bouton och Zwennes, 1998. Haplochromis cyaneus ingår i släktet Haplochromis och familjen Cichlidae. IUCN kategoriserar arten globalt som starkt hotad. Inga underarter finns listade i Catalogue of Life.